# J. J. Shobha
Javur Jagadeeshappa Shobha (in kannada: ಜಾವೂರ್ ಜಗದೀಶಪ್ಪ ಶೋಭ; Dharwad, 14 gennaio 1978) è un'ex multiplista indiana.

## Biografia
Nata nel villaggio di Pashupathihaal, nella periferia di Dharwad, Shobha partecipa alle prime manifestazioni internazionali di atletica leggera nelle eptathlon a partire dal 2002 quando ha raggiunto il podio sia dei Campionati asiatici che dei Giochi asiatici previsti in quell'anno. L'anno seguente è stata medaglia d'oro all'unica edizione dei Giochi afro-asiatici a cui ha fatto seguito nel 2004 la prima partecipazione ai Giochi olimpici di Atene 2004, evento che ha portato a termine nonostante un infortunio accusato nel corso della gara di lancio del giavellotto. Alle Olimpiadi è ritornata nuovamente a Pechino 2008, chiudendo ventottesima.

## Palmarès
| Anno | Manifestazione             | Sede      | Evento         | Risultato | Prestazione | Note |
| ---- | -------------------------- | --------- | -------------- | --------- | ----------- | ---- |
| 2002 | Campionati asiatici        | Colombo   | Eptathlon      | Argento   | 5775 p.     |      |
| 2002 | Giochi asiatici            | Pusan     | Eptathlon      | Bronzo    | 5870 p.     |      |
| 2003 | Giochi afro-asiatici       | Hyderabad | Eptathlon      | Oro       | 5884 p.     |      |
| 2004 | Giochi olimpici            | Atene     | Eptathlon      | 11ª       | 6172 p.     |      |
| 2006 | Giochi del Commonwealth    | Melbourne | Eptathlon      | 9ª        | 5533 p.     |      |
| 2006 | Giochi asiatici            | Doha      | Eptathlon      | Bronzo    | 5662 p.     |      |
| 2006 | Giochi asiatici            | Doha      | Salto in lungo | 8ª        | 6,13 m      |      |
| 2007 | Campionati asiatici        | Amman     | Eptathlon      | Argento   | 5356 p.     |      |
| 2008 | Campionati asiatici indoor | Doha      | Pentathlon     | 4ª        | 3860 p.     |      |
| 2008 | Giochi olimpici            | Pechino   | Eptathlon      | 28ª       | 5749 p.     |      |